# Суханкин, Елеферий Исаакович
Елеферий Исаакович Суханкин (16 октября 1886, Старогладовская, Кизлярский отдел, Терская область, Российская империя — 27 июля 1966, Уфа) — советский учёный, инженер-технолог. Кандидат геолого-минералогических наук (1947). Лауреат Сталинской премии (1952).

## Биография
Родился 16 октября 1886 года в станице Старогладковская, Терская область.
В 1916 году окончил Томский технологический институт.
В 1926—1935 годах — инженер по газу, главный инженер, консультант ПО «Грознефть»;
В 1935—1939 годах — инженер по газу в тресте «Ишимбайнефть»;
В 1939—1964 годах — заведующий лабораторией УфНИИ (БашНИПИнефть).
Умер 27 июля 1966 года в городе Уфа.

## Награды
- Сталинская премия 3-й степени (1952) — за разработку новых методов детального исследования физических свойств нефтей в пластовых условиях;
- Орден Трудового Красного Знамени (1951);
- Орден «Знак Почёта» (1948);
- медали.